# 奇异黄耆
奇异黄耆（学名：Astragalus prodigiosus）为豆科黄芪属的植物，是中国的特有植物。分布在中国大陆的西藏等地，生长于海拔3,800米的地区，常生长在洪积扇灌丛边缘，目前尚未由人工引种栽培。